# Kapromorelin
Kapromorelin (CP-424,391) je lek koji razvija kompanija Pfizer. On izaziva izlučivanje hormona rasta. Analogan je grelinu, koji stimuliše telo da izlučuje hormon rasta na način sličan izlučivanja tog hormon tokom puberteta i mladosti. Inicijalna ispitivanja su pokazala da lek direktno povišava nivoe insulinu sličnog faktora rasta 1 i hormona rasta.
Ovaj lek se razmatra za moguću primenu kod ljudi u poznim godinama kod kojih su nivoi hormona rasta niski i koji imaju  manje čiste mišićne mase, što može da dovede do slabosti i krhkosti.

## Spoljašnje veze
- Kapromorelin
- Klinička ispitivanja[мртва веза]
- Informacije o kapromorelinu

|  | Molimo Vas, obratite pažnju na važno upozorenje u vezi sa temama iz oblasti medicine (zdravlja). |